# Abacetus carinifer
Abacetus carinifer là một loài bọ chân chạy thuộc phân họ Pterostichinae. Loài này được Herbert Edward Andrewes mô tả lần đầu năm 1942.